# Billy Six

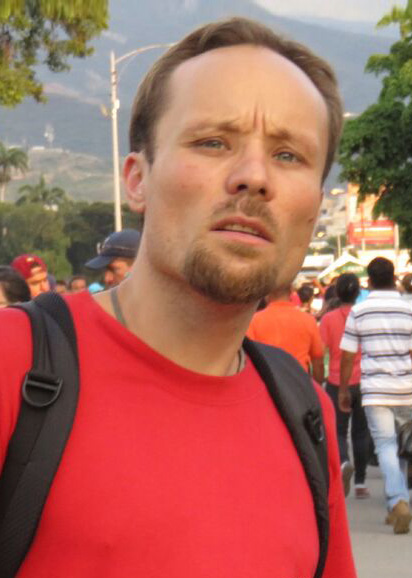
Billy Six

Billy Six (* 24. Dezember 1986 in Ost-Berlin) ist ein deutscher rechter Aktivist, der Falschinformationen und Verschwörungstheorien zur COVID-19-Pandemie verbreitete.

## Leben
Six wurde als Sohn zweier IT-Fachleute 1986 in Berlin geboren. Nach dem Abitur 2006 machte er laut Junge Freiheit eine „Ausbildung zum Vermögens- und Finanzberater“. Er war als Weltreisender in Afrika, Australien, USA, Kanada, Europa und in Vorderasien unterwegs und unternahm unter anderem Reisen nach Angola, Simbabwe, Kongo, Tansania, Ruanda und Äthiopien. 2010 schrieb er aus Südafrika seinen ersten Artikel für die rechte bis rechtsextreme Zeitschrift Junge Freiheit. Des Weiteren war er Autor des Deutschland-Magazin der Partei Die Deutschen Konservativen.
In seinem Wohnort Neuenhagen bei Berlin war Six CDU-Mitglied, Vorsitzender der Jungen Union und von 2008 bis 2011, zuletzt als Parteiloser, Mitglied des Gemeinderates.

## Reportagen und Videos

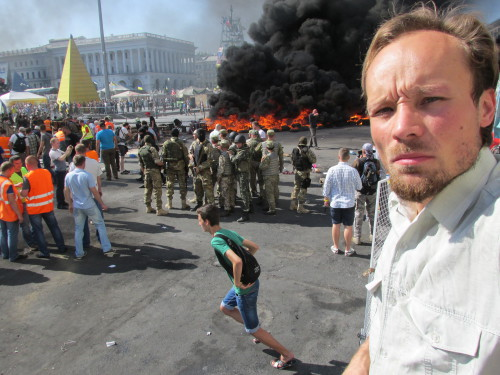
Billy Six in der Ukraine

### Libyen und Syrien
Von März bis September 2011 berichtete er aus Libyen und von August bis Dezember 2012 über den Syrischen Bürgerkrieg. In diesem Zeitraum arbeitete er ausschließlich für rechte Medien. In Syrien war er Anfang 2013 rund zwölf Wochen lang inhaftiert. Der damalige Außenminister Guido Westerwelle dankte der russischen Regierung für ihre Unterstützung bei der Freilassung von Six.

### Reportagen in Venezuela und Inhaftierung
Six reiste 2017 ohne Journalistenvisum von Kolumbien her auf dem Landweg nach Venezuela und berichtete im Folgenden über die Wirtschaftskrise des Landes. Am 17. November 2018 wurde er in Los Taques bei Punto Fijo in einem Strandhotel verhaftet und in das Gebäude El Helicoide der Hauptstadt Caracas gebracht, die Zentrale der Geheimpolizei SEBIN, die auch als Gefängnis dient. Vor einem Militärgericht wurden Six Spionage, Rebellion und die Verletzung von Sicherheitszonen sowie Kontakte zur FARC vorgeworfen. Er soll am 5. Juli 2017 und 2018 Fotos von öffentlichen Militärparaden zum Nationalfeiertag in Venezuela gemacht haben sowie außerdem Fotos von Präsident Nicolás Maduro bei der Abschlusskundgebung der Präsidentschaftswahl 2018, all dies innerhalb einer Sicherheitszone. Laut venezolanischen Medien drohten ihm bis zu 28 Jahre Haft. Der an Denguefieber erkrankte Six trat zeitweise in einen Hungerstreik.
Six wurde von der Deutschen Botschaft betreut und viermal im Gefängnis besucht, was weit «über das übliche Maß der Haftbetreuung» hinausgeht. Nach Einschätzung von Reporter ohne Grenzen deuteten die Vorwürfe auf Behinderung eines Journalisten hin. 
Für den Deutschen Journalisten-Verband, der sich nicht für eine Freilassung eingesetzt hatte, war es unklar, ob Six „als Journalist oder als politischer Aktivist“ in Venezuela gewesen sei.
Am 15. März 2019 wurde Six unter Auflagen freigelassen, wobei, wie zuvor in Syrien, russische Fürsprache eine Rolle gespielt haben soll. Er sollte sich alle fünfzehn Tage bei den Behörden melden und durfte nicht mit Medien über den Fall sprechen. Seine anschließende Ausreise wurde von seinem venezolanischen Anwalt und der deutschen Botschaft koordiniert. Am 18. März 2019 landete Six in Berlin.

### Falschinformationen zur COVID-19-Pandemie
Ende März 2020 veröffentlichte Six ein Video auf YouTube, in welchem er mit irreführenden Darstellungen zu Belegungen in deutschen Kliniken die „Corona-Krise als reine Panikmache überführen“ wolle, so ZDF heute. Das Originalvideo wurde von YouTube gelöscht. Bei Facebook erreichte das Video über 100.000 Zuschauer. Laut Recherchen des Bayerischen Rundfunks wurden wiederholt Kopien des Videos von YouTube und Facebook „aufgrund von Verstößen gegen die Community-Regeln“ gelöscht.
Nach ZDF heute „wimmelt“ das Video von „Verschwörungstheorien, Halbwahrheiten, wissenschaftlich nicht bewiesene Behauptungen und Stimmungsmache“ gegen den öffentlich-rechtlichen Rundfunk. Eine Sprecherin der Charité erläuterte, dass die Aufnahmen in der Nähe der Rettungsstelle entstanden seien. Laut Recherchen des Bayerischen Rundfunks hat die Charité wegen der nicht genehmigten Aufnahmen Strafanzeige gegen Six gestellt.
Ein Faktencheck des Recherchezentrums Correctiv gelangt zu der Einschätzung: „Größtenteils falsch. Billy Six befindet sich nicht in einer Coronavirus-Untersuchungsstelle und macht irreführende Aussagen zur Situation in Kliniken.“

## Schriften
- Billy Six: Marsch ins Ungewisse: Gefangen im Syrien-Krieg. Junge Freiheit Verlag, Berlin 2014, ISBN 978-3-929886-47-4.